# آنتن شلاقی

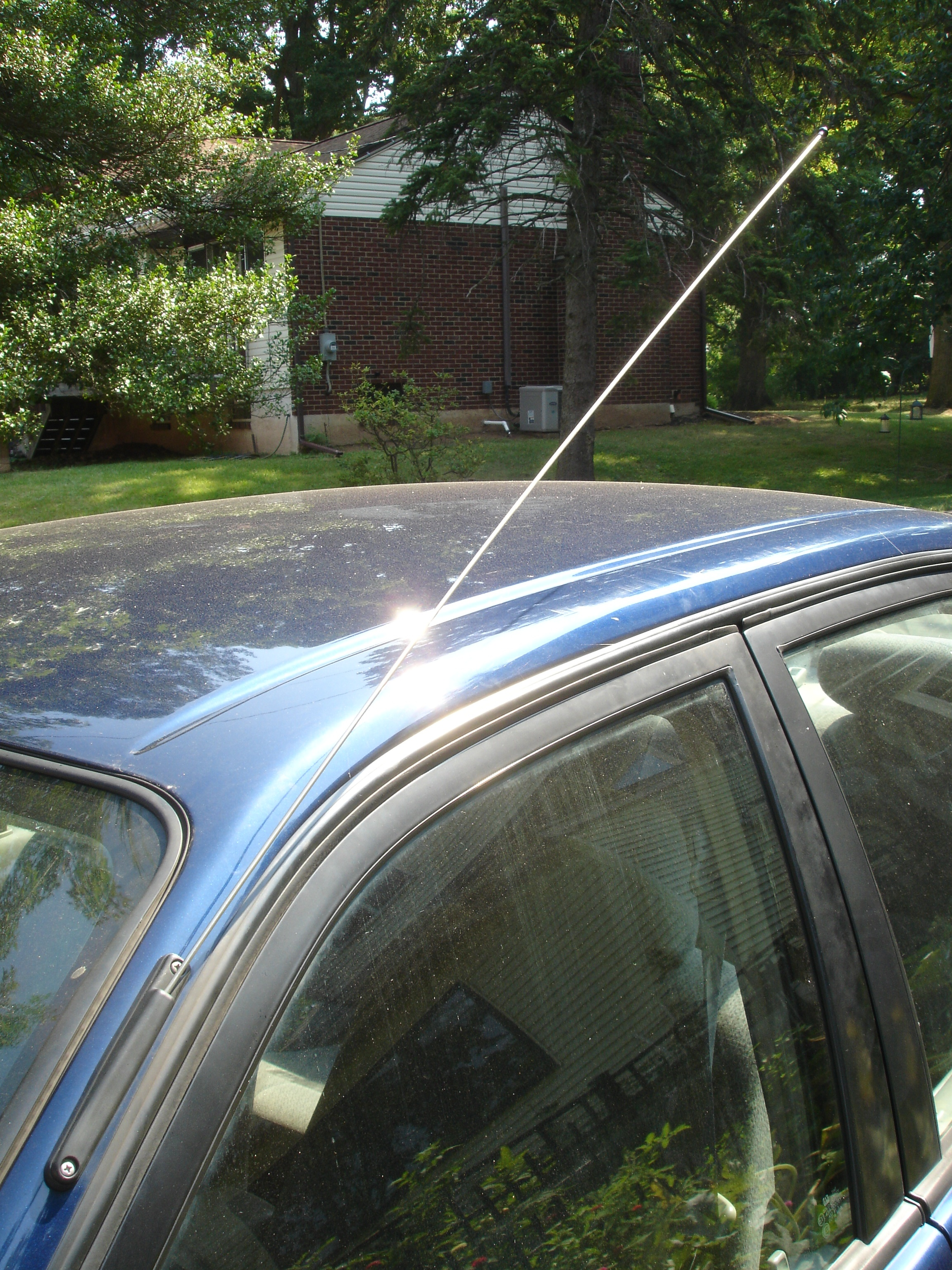
آنتن شلاقی نصب شده بر روی یک خودرو.

آنتن شلاقی (به انگلیسی: Whip antenna) آنتنی است که از یک سیم یا میله انعطاف‌پذیر صاف تشکیل شده‌است. انتهای پایینی آنتن به گیرنده یا فرستنده رادیویی متصل می‌شود. آنتن به گونه ای طراحی شده‌است که انعطاف‌پذیر و فنری باشد تا به راحتی شکسته نشود و به این دلیل به آن آنتن شلاقی گفته می‌شود که در صورت تکان دادن آن شبیه به شلاق حرکت می‌کند. آنتن‌های شلاقی برای رادیوهای قابل حمل اغلب از یک سری لوله‌های فلزی تلسکوپی بهم پیوسته ساخته می‌شوند، و زمانی که به آن نیاز نباشد می‌توان آن را جمع کرد. آنتن‌های بلند، که برای نصب بر روی وسایل نقلیه و سازه‌ها ساخته می‌شوند، از یک میله فایبرگلاسی انعطاف‌پذیر در اطراف یک هسته سیمی ساخته می‌شوند و می‌توانند تا ۱۰ متر طول داشته باشد. طول آنتن شلاقی با توجه به طول موج امواج رادیویی مورد استفاده تعیین می‌شود. متداول‌ترین نوع آنتن شلاقی ربع موجی است که طول آن تقریباً یک چهارم طول موج است. آنتن شلاقی متداول‌ترین نوع آنتن تک‌قطبی است و در باند رادیویی با فرکانس‌های بالا مانند HF، VHF و UHF استفاده می‌شود. از این آنتن‌ها به‌طور گسترده‌ای در رادیوهای دستی، تلفن‌های بیسیم، واکی-تاکی‌ها، رادیوهای FM، رادیو-کاستها، و دستگاه‌های دارای Wi-Fi استفاده می‌شود. همچنین از این آنتن‌ها به عنوان آنتن رادیوی خودروها و رادیوهای دوطرفه وسایل نقلیه چرخ دار و هواپیماها نیز استفاده می‌شود. نسخه‌های بزرگتر نصب شده بر روی سقف‌ها، بالکن‌ها و دکل‌های رادیویی به عنوان آنتن‌های ایستگاه پایه برای رادیوهای آماتور و پلیس، آتش‌نشانی، آمبولانس، تاکسی و سایر اعزام کنندگان خودرو استفاده می‌شود.

## بهره و مقاومت تابشی
یک آنتن عمودی یک چهارم موجی که روبروی یک زمین کامل و بی‌نهایت بزرگ کار می‌کند، بهره ای برابر ۵٫۱۹ دسی بل و حدود ۳۶٫۸ اهم مقاومت تابشی خواهد داشت. آنتن‌های شلاقی که روی وسایل نقلیه نصب می‌شوند از پوست فلزی وسیله نقلیه به عنوان صفحه زمین استفاده می‌کنند. در دستگاه‌های دستی معمولاً هیچ صفحه زمین صریحی وجود ندارد و سمت زمین خط تغذیه آنتن فقط به زمین صفحه مدار دستگاه متصل می‌شود. بنابراین، خود رادیو و احتمالاً دست کاربر، به عنوان صفحه زمین ابتدایی عمل می‌کند. از آنجا که این اندازه‌ها از اندازه آنتن بزرگتر نیستند، معمولاً ترکیب آنتن و رادیو بیشتر به عنوان یک آنتن دو قطبی نامتقارن عمل می‌کنند تا به عنوان یک آنتن تک قطبی. در این حالت بهره در مقایسه با دو قطبی فلزی نیم موجی یا یک آنتن شلاقی با صفحه زمین کاملاً مشخص کمتر خواهد بود.

## طول
آنتن های شلاقی به طور معمول به عنوان آنتن های تشدیدشونده طراحی می شوند. میله به عنوان تشدیدکننده امواج رادیویی عمل می کند ، و جریان ها و ولتاژهای امواج ساکن از دو انتهای آن به سمت جلو و عقب منعکس می شوند. بنابراین طول میله آنتن با توجه به طول موج امواج رادیویی مورد استفاده تعیین می شود. 
متداول ترین طول تقریباً یک چهارم طول موج است که "آنتن شلاقی ربع موجی" نامیده می شود (هرچند اغلب با استفاده از سیم پیچ بارگیری طول آن کوتاه می شود). به عنوان مثال، آنتن شلاقی ربع موج متداول مورد استفاده در رادیوهای FM ایالات متحده تقریباً 75 سانتی متر طول دارد که تقریباً یک چهارم طول امواج رادیویی باند رادیویی FM است که طول آن از 2.78 تا 3.41 متر است. استفده از آنتن های نیمه موج نیز رایج است.

## آنتن صفحه زمینی
در یک آنتن شلاقی که روی یک سطح رسانا نصب نشده‌است، مانند آنتنی که روی دکل نصب می‌شود، عدم وجود امواج رادیویی منعکس شده از صفحه زمین باعث می‌شود که لوب الگوی تابش به سمت آسمان متمایل شود. به همین دلیل توان کمتری در جهت افقی منعکس می‌شود، که این موضوع برای ارتباطات زمینی نامطلوب است. همچنین امپدانس نامتعادل عنصر تک قطبی، باعث جاری شدن امواج رادیویی در دکل پشتیبانی و در خارج از هادی سپر زمینی خط تغذیه کواکسیال می‌شود. برای جلوگیری از این امر، با نصب آنتن‌های شلاقی ثابت بر روی سازه‌ها، از یک «صفحه زمینی» مصنوعی استفاده می‌شود که متشکل از سه یا چهار میله به طول یک چهارم طول موج به طرف مخالف خط تغذیه است و از پایه آنتن شلاقی به صورت افقی گسترش می‌یابد. به کل این مجموعه آنتن صفحه زمینی گفته می‌شود. این المان‌های سیمی کوتاه با تعداد کم، در خدمت دریافت جریان جابجایی از عنصر رانده شده و بازگرداندن آن به هادی زمین خط انتقال هستند و باعث می‌شوند آنتن به گونه ای رفتار کند که انگار یک صفحه رسانای پیوسته در زیر خود دارد. معمولاً میله‌های صفحه زمین به سمت پایین شیب داده می‌شوند، تا الگوی تابش لوب اصلی را کاهش دهند و مقاومت تابشی طبیعی ۳۶٫۸ اهمی را به ۵۰ اهم افزایش دهند، تا تطابق امپدانس بهتری برای خط تغذیه کابل کواکسیال ۵۰ اهم فراهم شود.